# In/Out/In
In/Out/In es un álbum recopilatorio de la banda estadounidense de rock Sonic Youth, publicado el 18 de marzo de 2022 a través de Three Lobed Recordings. Contiene cinco canciones grabadas entre 2000 y 2010.

## Recepción de la crítica
En Metacritic, In/Out/In obtuvo un puntaje promedio de 73 sobre 100, basado en 9 críticas, lo cual indica “críticas generalmente favorable”. Jennifer Kelly de dusted escribió: “In/Out/In recopila cinco pistas, todas improvisadas por la banda entre 2000 y 2010, un recordatorio de que Sonic Youth siempre estaban haciendo música”. Alex McLevy de The A.V. Club comentó qué “La  música de In/Out/In es más una serie de bocetos que algo tan pensado como un álbum de estudio. Con una excepción, los cortes tienen una duración promedio de alrededor de 10 minutos, y el pedal juega un papel clave en la mayoría. Puede ser bonito a veces, pero en su mayoría es tosca”.
Heather Phares, escribiendo para AllMusic añadió, “In/Out/In, lo más parecido a sentarse en una jam session de Sonic Youth, destila la esencia de la banda de manera tan brillante que los fans se enamorarán de nuevo”. Marc Masters de Pitchfork comentó que la canción de apertura, «Basement Contender» es “la mejor canción del álbum”, describiéndola como “un viaje en escalada que recuerda a las tomas descartadas de The Velvet Underground y emana un estado de ánimo de jugar feliz sin otro objetivo más que jugar feliz”.

## Lista de canciones
Todas las canciones escritas y compuestas por Sonic Youth, excepto donde esta anotado. 
| Lista de canciones de In/Out/In |                                             |          |  |
| N.º                             | Título                                      | Duración |  |
| 1.                              | «Basement Contender»                        | 9:34     |  |
| 2.                              | «In & Out»                                  | 7:35     |  |
| 3.                              | «Machine»                                   | 3:37     |  |
| 4.                              | «Social Static» (Sonic Youth, Jim O’Rourke) | 11:41    |  |
| 5.                              | «Out & In» (Sonic Youth, O’Rourke)          | 12:18    |  |

## Posicionamiento
| Gráfica (2022)                         | Pico de posición |
| -------------------------------------- | ---------------- |
| Reino Unido (UK Album Downloads Chart) | 29               |